# Налбуфин
Налбуфин (Nalbuphine) — опиоидный анальгетик.

## Общая информация
По химической структуре налбуфин близок к морфину, однако характерной особенностью молекулы налбуфина (см. также формулу буторфанола) является наличие вместо метильной группы (—СН3) при атоме азота метилциклобутильного радикала. В фармакологии обычно применяется в виде растворимой хлористоводородной соли.
Фармакологически налбуфин является агонистом-антагонистом опиатных рецепторов. Анальгезирующее действие связано главным образом с агонистическим влиянием на κ-рецепторы, но вместе с тем препарат является антагонистом μ-рецепторов, в связи с чем не оказывает выраженного эйфорического действия. По общему характеру действия налбуфин близок к пентазоцину, но оказывает более сильное анальгезирующее действие при меньших побочных эффектах и меньшей способности к развитию толерантности и физической зависимости.
При внутримышечном введении налбуфин не уступает по анальгезирующей активности морфину и в 2,5—3 раза более активен, чем пентазоцин. При введении внутрь налбуфин в 4—5 раз менее активен, чем при введении в мышцы.
Пик концентрации в плазме наблюдается через 30 мин — 1 ч после внутримышечного введения; период полувыведения — 3—6 ч. Метаболизируется в печени; метаболиты выделяются с желчью в кишечник. С мочой выделяется в незначительных количествах.
Применяют налбуфин при болях средней и сильной тяжести после операций, при инфаркте миокарда. Изучается возможность применения налбуфина при болях другого происхождения.
Вводят взрослым внутривенно или внутримышечно из расчёта 0,15—0,3 мг (0,00015—0,0003 г) на 1 кг массы тела. При необходимости повторяют инъекции через каждые 3—4 ч. Максимальная разовая доза составляет 0,3 мг/кг, максимальная суточная — 2,4 мг/кг (что составляет соответственно при массе тела 70 кг 20 и 160 мг). Детям вводят из расчёта 0,1-0,25 мг/кг. Максимальная разовая доза 0,25 мг/кг, максимальная суточная — 2 мг/кг.
Налбуфин является относительно новым препаратом. Области его применения и его возможные побочные эффекты продолжают изучаться. Применять препарат рекомендуется не более 3 дней. Относительно сильно выражено седативное действие препарата. Угнетающее влияние на дыхание сходно с действием морфина. Относительно редко наблюдаются головная боль, усиленное потоотделение, сухость во рту, тошнота, рвота. Препарат мало влияет на деятельность сердечно-сосудистой системы, на моторику желудочно-кишечного тракта.
Осторожность требуется при назначении налбуфина больным с угнетением дыхания, нарушением функции печени и почек, при повышенном внутричерепном давлении.
Препарат проходит через плацентарный барьер и в случае применения во время родов может вызывать угнетение дыхания у новорождённых. Осторожность нужна при применении препарата у беременных.
При внутримышечном введении возможна боль в месте инъекции.
Следует учитывать, что в готовой лекарственной форме налбуфина (нубаина) содержится в качестве консерванта дисульфит натрия, который может вызывать у больных с бронхиальной астмой (при повышенной чувствительности к сульфиту) приступы удушья.
У страдающих наркоманией применение налбуфина может вызывать острый приступ абстиненции.

## Легальный статус в России
Постановлением Правительства Российской Федерации от 23 апреля 2012 года № 359 «О внесении изменений в некоторые акты Правительства Российской Федерации в связи с совершенствованием контроля за оборотом психотропных веществ» Налбуфин включён в список III  перечня наркотических средств, психотропных веществ и их прекурсоров, подлежащих контролю в Российской Федерации. Постановление вступило в силу 6 августа 2012 года.

## Статус на территории Украины
Входит в комплект аптечки санинструктора, как анальгетик.

## Хранение
Хранение: с учётом правил хранения наркотических анальгетиков.